# Coline Devillard
Coline Devillard est une gymnaste artistique française, née le 9 octobre 2000 à Saint-Vallier (Saône-et-Loire).
Elle a gagné deux médailles de bronze mondiales. La première au saut de cheval en 2022 à Liverpool, la seconde en 2023 à Anvers au concours par équipe. La native de Saint-Vallier a quatre médailles européennes, dont, ses sacres au saut en 2017 et 2023.

## Biographie

### Débuts et années juniors
Coline Devillard a fait ses débuts dans la gymnastique au club de l'Amicale laïque Digoin avec son entraineur Delphine Mantione. En 2011, elle intègre le pôle espoir de Dijon et rencontre les entraineurs qui la mèneront vers le plus haut niveau, Jian Fu Ma et Hong Wang. En 2014, elle rejoint l'INSEP toujours accompagnée de ses entraineurs. En décembre 2017, Jian Fu Ma et Hong Wang quittent l'INSEP et la France, les nouveaux entraineurs de Coline Devillard sont alors Cédric Guille, Martine George et Nellu Pop. Elle fait partie de l'équipe de France de gymnastique depuis 2013.
Coline Devillard est sacrée championne de France de saut de cheval en 2014 et 2016, et elle obtient l'argent en 2015.

### Sénior
Elle remporte la médaille d'or du saut des Championnats d'Europe de gymnastique artistique 2017 à Cluj-Napoca, en Roumanie, et devient la première gymnaste féminine française à être titrée à cet agrès à l'échelle européenne.
En août 2018, elle participe aux Championnats d'Europe à Glasgow, où la France prend la première place des qualifications par équipes, profitant de trois chutes des favorites russes. Finalement, les Françaises obtiennent la médaille d'argent au terme de la finale, derrière les Russes et devant les Néerlandaises. Avec un total de 161,131 points, elles réalisent alors le meilleur résultat de l'histoire de la gymnastique française. À titre individuel, Coline Devillard se qualifie pour le seul agrès qu'elle dispute, le saut, en 2e position. Elle peut ainsi défendre son titre mais n'y parvient pas à cause d'une mauvaise réception sur son second saut lors de la finale, qu'elle termine à la 6e place.
Lors des Championnats d'Europe de 2019 à Szczecin, elle remporte une nouvelle médaille d'argent au saut de cheval.
Le 5 novembre 2022, aux Championnats du monde, à Liverpool, elle est médaillée de bronze au saut, décrochant ainsi la première médaille mondiale pour l'équipe de France féminine depuis 13 ans.
Entre ces deux compétitions, la Bourguignonne gagne deux étapes de coupe du monde au saut de cheval. L'une à Doha au Qatar, l'autre à Bakou en Azerbaidjan.
Le 15 avril 2023, aux Championnats d'Europe d'Antalya, elle remporte un deuxième titre de championne d'Europe de saut de cheval, six ans après son premier sacre.
En octobre, elle réintègre l'équipe de France à l'occasion des Championnats du monde qui se déroulent à Anvers. Par équipes, la France se classe en septième position lors des qualifications, ce qui permet de valider par la même occasion une participation de l'équipe aux Jeux olympiques de Paris. Coline se qualifie également pour la finale du saut de cheval.
En finale, Coline et ses coéquipières de l'équipe de France remportent la médaille de bronze derrière les États-Unis et le Brésil avec 164.064 points. La gymnaste totalise 14.300 au saut. Une performance historique dans l'histoire de la gymnastique française puisque c'est la première fois depuis 1950 qu'un tel exploit se produit.
Le 4 mai 2024, Coline a été sacrée championne d'Europe pour la troisième fois de sa carrière, pour la deuxième année consécutive aux Championnats d'Europe de gymnastique artistique féminine 2024 à Rimini ; elle fait aussi partie de l'équipe de France médaillée de bronze par équipes .
En août 2024, elle a enfin l'occasion de participer aux Jeux Olympiques, à Paris.
Son année 2025, post olympique, est consacrée à sa récupération physique et mentale après la contre-performance française aux jeux. Elle se fait ainsi opérer du tibia à l'automne avant de reprendre peu à peu la gymnastique au cours de l'année.

## Médias
En 2024, elle participe à la saison 4 de la série-documentaire CHAMPION(S) sur France.TV qui suit sa préparation jusqu'aux Jeux Olympiques de Paris 2024.

## Palmarès

### Jeux olympiques
- Paris 2024
  - 11è par équipe

### Championnats du monde
- Liverpool 2022
  -  médaille de bronze au saut

- Anvers 2023
  -  médaille de bronze au concours par équipes

### Championnats d'Europe
- Cluj-Napoca 2017
  -  médaille d'or au saut

- Glasgow 2018
  -  médaille d'argent au concours par équipes
  - 6e au saut (2e des qualifications)

- Szczecin 2019
  -  médaille d'argent au saut
- Antalya 2023
  -  médaille d'or au saut

- Rimini 2024
  -  médaille d'or au saut
  -  médaille de bronze au concours par équipes

### Coupes du monde de gymnastique
World Challenge Cup
- -  médaille d'or au saut aux Internationaux de France à Paris en 2017
  -  médaille d'or au saut à la coupe du monde de Varna en 2021
  -  médaille de bronze au saut aux Internationaux de France à Paris en 2022
  -  médaille de bronze au saut aux Internationaux de France à Paris en 2023
  -  médaille d'or au saut à la coupe du monde d'Osijek en 2024
  -  médaille d'argent au sol à la coupe du monde d'Osijek en 2024

World Cup 
- -  médaille de bronze au saut à Doha en 2019
  -  médaille de bronze au saut à Melbourne en 2020
  -  médaille d'argent au saut à Doha en 2021
  -  médaille d'or au saut à Doha en 2023
  -  médaille d'or au saut à Bakou en 2023

### Championnats de France
- Championnats de France élite 2023[16]
  -  médaille d'or au saut
- Championnats de France élite 2021[17]
  -  médaille d'or au saut
  -  médaille d'argent à la poutre
- Championnats de France élite 2019[18]
  -  médaille d'or au saut
- Championnats de France élite 2018
  - 6ème au concours général Senior
  -  médaille de bronze au saut

- Championnats de France élite 2016
  -  médaille d'or au saut
  - 12ème au concours général Sénior
- Championnats de France élite 2015
  -  médaille d'argent au saut
  - 12ème au concours général Junior
- Championnats de France élite 2014
  -  médaille d'or au saut
  -  médaille de bronze en poutre
  - 8ème au concours général Junior
- Championnats de France élite 2013
  - 10ème au concours général Espoir
- Championnats de France élite 2012
  -  médaille d'or au concours général Avenir
- Championnats de France élite 2011
  - 17ème au concours général Avenir
- Championnats de France élite 2010
  - 5ème au concours général Avenir